# Leif Knudsen
Leif Colbjörn Knudsen, född 20 november 1928 i Stockholm, död 28 augusti 1975 i Göteborg, var en svensk målare och grafiker. 
Leif Knudsen var son till skådespelaren Kolbjörn Knudsen och konstnären Asta Knudsen. Han studerade i början av 1950-talet för André Lhôte i Paris samt vid Valands konsthögskola i Göteborg, där han 1953 deltog i en elevutställning tillsammans med bland andra bröderna Jörgen och Olle Zetterquist.
Han har gjort ett flertal offentliga utsmyckningar, exempelvis en väggmålning för Restaurang Lejonet, Göteborg 1953, en emaljsvit och gobeläng för Restaurang Norre Kavaljeren i Halmstad samt en takmålning i Fässbergsskolan, Mölndal 1963–1964. 
Leif Knudsen är representerad bland annat vid Nationalmuseum och Moderna museet i Stockholm, vid Malmö museum, Göteborgs konstmuseum samt vid museerna i Borås, Eskilstuna, Halmstad, Karlstad och Norrköping, i Ronneby stad och vid Institut Tessin i Paris. I Göteborg vid Chalmers tekniska högskola och Sahlgrenska Universitetssjukhuset. 
Åren 1955–1960 svarade han för scenografin vid Fästningsspelen i Varberg. 
Leif Knudsen var 1954 en av grundarna av Grupp 54 i Göteborg. Gruppen startade ett galleri i Göteborg 1958, invigt med en utställning av surrealisten Max Walter Svanberg. Grupp 54 delar även ut ett pris ur Leif Knudsens minnesfond, instiftat av konstnärens maka Bengta Knudsen (1922–2016). De är begravda på Kvibergs kyrkogård.